# 高岡市議会
高岡市議会（たかおかしぎかい）は、富山県の中枢中核市である高岡市の地方議会である。

## 概要
- 定数：27人
- 種類：一院制
- 議長：薮中一夫（同志会）
- 副議長：高岡宏和（同志会）
- 選挙制度：大選挙区制
- 定例会（3月、6月、9月、12月）と臨時会がある。

## 委員会
委員会の構成は以下の通り。
| 委員会             | 委員会               | 人数 |
| ------------------ | -------------------- | ---- |
| 議会運営委員会     | 議会運営委員会       | 10   |
| 常任委員会         | 総務文教             | 9    |
| 常任委員会         | 民生病院             | 9    |
| 常任委員会         | 産業建設             | 8    |
| 特別委員会         | 港湾・交通・観光対策 | 12   |
| 特別委員会         | 人口減少社会対策     | 12   |
| 広報広聴委員会     | 広報広聴委員会       | 10   |
| 議会改革検討委員会 | 議会改革検討委員会   | 10   |

## 現職議員・会派構成
| 議席番号 | 氏名     | 所属会派                   | 当選回数 |
| -------- | -------- | -------------------------- | -------- |
| 1        | 山上尊士 | 公明党                     | 1        |
| 2        | 新開広恵 | 公明党                     | 1        |
| 3        | 熊木義城 | 高岡愛                     | 1        |
| 4        | ー       | ー                         | ー       |
| 5        | 梅島清香 | 未来創政会                 | 1        |
| 6        | 田中勝文 | 同志会                     | 1        |
| 7        | 埜田悦子 | 立憲民主・社民議員団       | 1        |
| 8        | ー       | ー                         | ー       |
| 9        | 林貴文   | 自由民主党高岡市議会議員会 | 2        |
| 10       | ー       | ー                         | ー       |
| 11       | 筏井哲治 | 同志会                     | 2        |
| 12       | 中村清志 | 同志会                     | 2        |
| 13       | 高岡宏和 | 同志会                     | 2        |
| 14       | 石須大雄 | 立憲民主・社民議員団       | 5        |
| 15       | 坂林永喜 | 同志会                     | 3        |
| 16       | 薮中一夫 | 同志会                     | 3        |
| 17       | ー       | ー                         | ー       |
| 18       | 福井直樹 | 同志会                     | 3        |
| 19       | 酒井義広 | 同志会                     | 2        |
| 20       | 本田利麻 | 同志会                     | 3        |
| 21       | 上田武   | 立憲民主・社民議員団       | 5        |
| 22       | 金森一郎 | 同志会                     | 5        |
| 23       | 曽田康司 | 同志会                     | 5        |
| 24       | 水口清志 | 同志会                     | 5        |
| 25       | 大井正樹 | 同志会                     | 5        |
| 26       | 狩野安郎 | 同志会                     | 5        |

2025年8月19日時点での会派構成は以下の通り。
| 会派名                     | 議員数 | 所属党派               | 女性議員数 | 女性議員の比率（％） |
| -------------------------- | ------ | ---------------------- | ---------- | -------------------- |
| 同志会                     | 15     | 自由民主党・無所属     | 1          | 6.7                  |
| 自由民主党高岡市議会議員会 | 1      | 自由民主党・無所属     | 0          | 0.0                  |
| 高岡愛                     | 1      | 自由民主党・無所属     | 0          | 0.0                  |
| 立憲民主・社民議員団       | 3      | 立憲民主党・社会民主党 | 1          | 33.3                 |
| 公明党                     | 2      | 公明党                 | 1          | 50.0                 |
| 合計                       | 22     |                        | 3          | 13.6                 |

なお、2021年の改選後の党派別構成は以下の通り。
高岡愛の1人が、2023年2月に県議会議員への立候補を表明し議員辞職。また、高岡市議会自民党議員会の2人が、2024年10月の県議会議員補選への立候補を表明し議員辞職。2025年6月の高岡市長選に2名が立候補を表明し、後に議員辞職し欠員5となった。
| 党派名     | 議員数 | 備考                                        |
| ---------- | ------ | ------------------------------------------- |
| 自由民主党 | 5      |                                             |
| 公明党     | 2      |                                             |
| 立憲民主党 | 2      |                                             |
| 社会民主党 | 1      |                                             |
| 無所属     | 12     | 自民党推薦：7人 自民党支持：2人 その他：3人 |
| 合計       | 22     |                                             |

## 議員報酬等
| 役職   | 報酬            | 政務活動費     |
| ------ | --------------- | -------------- |
| 議長   | 月額 64万5000円 | 月額 7万5000円 |
| 副議長 | 月額 58万0000円 | 月額 7万5000円 |
| 議員   | 月額 54万5000円 | 月額 7万5000円 |

※別途、年2回期末手当あり

## 歴代正副議長
高岡市議会の歴代正副議長は以下の通り。
| 議長 | 議長       | 議長                       | 議長                       | 副議長 | 副議長     | 副議長                     | 副議長                     |
| 代   | 氏名       | 就任年月日                 | 退任年月日                 | 代     | 氏名       | 就任年月日                 | 退任年月日                 |
| ---- | ---------- | -------------------------- | -------------------------- | ------ | ---------- | -------------------------- | -------------------------- |
| 1    | 向栄一朗   | 2005年（平成17年）11月30日 | 2006年（平成18年）12月22日 | 1      | 大井正樹   | 2005年（平成17年）11月30日 | 2006年（平成18年）12月22日 |
| 2    | 二上桂介   | 2006年（平成18年）12月22日 | 2007年（平成19年）12月20日 | 2      | 盤若進二   | 2006年（平成18年）12月22日 | 2007年（平成19年）12月20日 |
| 3    | 舘勇将     | 2007年（平成19年）12月20日 | 2008年（平成20年）12月18日 | 3      | 水口清志   | 2007年（平成19年）12月20日 | 2008年（平成20年）12月18日 |
| 4    | 大井正樹   | 2008年（平成20年）12月18日 | 2009年（平成21年）11月19日 | 4      | 高畠義一   | 2008年（平成20年）12月18日 | 2009年（平成21年）11月19日 |
| 5    | 盤若進二   | 2009年（平成21年）11月20日 | 2011年（平成23年）3月18日  | 5      | 荒木泰行   | 2009年（平成21年）11月20日 | 2010年（平成22年）12月20日 |
| 6    | 高畠義一   | 2011年（平成23年）3月18日  | 2012年（平成24年）3月22日  | 6      | 梅田信一   | 2010年（平成22年）12月20日 | 2011年（平成23年）12月19日 |
| 7    | 荒木泰行   | 2012年（平成24年）3月22日  | 2012年（平成24年）12月3日  | 7      | 青木紘     | 2011年（平成23年）12月19日 | 2012年（平成24年）12月17日 |
| 8    | 大井弘     | 2012年（平成24年）12月3日  | 2013年（平成25年）11月19日 | 8      | 酒井立志   | 2012年（平成24年）12月17日 | 2013年（平成25年）11月19日 |
| 9    | 青木紘     | 2013年（平成25年）11月20日 | 2014年（平成26年）12月3日  | 9      | 曽田康司   | 2013年（平成25年）11月20日 | 2014年（平成26年）12月3日  |
| 10   | 酒井立志   | 2014年（平成26年）12月3日  | 2015年（平成27年）12月3日  | 10     | 狩野安郎   | 2014年（平成26年）12月3日  | 2015年（平成27年）12月3日  |
| 11   | 水口清志   | 2015年（平成27年）12月3日  | 2016年（平成28年）12月1日  | 11     | 金森一郎   | 2015年（平成27年）12月3日  | 2016年（平成28年）12月1日  |
| 12   | 曽田康司   | 2016年（平成28年）12月1日  | 2017年（平成29年）11月19日 | 12     | 樋詰和子   | 2016年（平成28年）12月1日  | 2017年（平成29年）11月19日 |
| 13   | 狩野安郎   | 2017年（平成29年）11月20日 | 2019年（令和元年）12月2日  | 13     | 福井直樹   | 2017年（平成29年）11月20日 | 2018年（平成30年）12月3日  |
| 13   | 狩野安郎   | 2017年（平成29年）11月20日 | 2019年（令和元年）12月2日  | 14     | 坂林永喜   | 2018年（平成30年）12月3日  | 2019年（令和元年）12月2日  |
| 14   | 金森一郎   | 2019年（令和元年）12月2日  | 2020年（令和2年）12月1日   | 15     | 中川加津代 | 2019年（令和元年）12月2日  | 2020年（令和2年）12月1日   |
| 15   | 福井直樹   | 2020年（令和2年）12月1日   | 2021年（令和3年）11月19日  | 16     | 薮中一夫   | 2020年（令和2年）12月1日   | 2021年（令和3年）11月19日  |
| 16   | 坂林永喜   | 2021年（令和3年）11月22日  | 2023年（令和5年）3月24日   | 17     | 本田利麻   | 2021年（令和3年）11月22日  | 2022年（令和4年）12月1日   |
| 17   | 中川加津代 | 2023年（令和5年）3月24日   | 2023年（令和5年）12月1日   | 18     | 酒井善広   | 2022年（令和4年）12月1日   | 2023年（令和5年）12月1日   |
| 18   | 本田利麻   | 2023年（令和5年）12月1日   | 2024年（令和6年）12月19日  | 18     | 横田誠二   | 2023年（令和5年）12月1日   | 2024年（令和6年）10月7日   |
| 19   | 薮中一夫   | 2024年（令和6年）12月19日  | 現職                       | 19     | 高岡宏和   | 2024年（令和6年）12月2日   | 現職                       |

## 主な高岡市議会出身者
- 橘直治（衆議院議員、参議院議員）
- 木間章（衆議院議員）
- 向井英二（富山県議会議員・議長）
- 横田安弘（富山県議会議員・議長）
- 角田悠紀（高岡市長）
- 山本徹（富山県議会議員・議長）
- 出町譲（高岡市長）